# Bertha Leverton

Bertha Leverton bei einer Vorführung von Kindertransport – In eine fremde Welt am 4. März 2008.

Bertha Leverton (23. Januar 1923 in München – 1. Dezember 2020), MBE, war eine Autorin und Gründerin des Vereins „ROK“ (Reunion of Kindertransport). Sie war eines der 10.000 jüdischen Kinder, die mit Hilfe der so genannten „Kindertransporte“ 1938–1939 aus dem NS-Staat nach Großbritannien fliehen konnten. Sie widmete einen Großteil ihres Lebens der Dokumentation der Schicksale ihrer Leidensgenossen und organisierte zum 50. Jahrestag der Kindertransporte 1988 das erste Treffen der Überlebenden.

## Leben

### Kindertransport und Aufenthalt in der britischen Pflegefamilie
Bertha Leverton, geborene Engelhard, wuchs zusammen mit ihren Geschwistern Theo (1926–1966) und Inge (* 27. Januar 1930) in einer polnisch-jüdischen Familie in München auf.
Sie lebte später in Jerusalem.
Nach den Novemberpogromen 1938 beschloss das Britische Parlament am 22. November 1938, jüdische Kinder vorübergehend aufzunehmen. Später war eine Zusammenführung der Familien geplant. Unterstützt wurde diese Rettungsaktion von verschiedenen Organisationen in Deutschland, den Niederlanden und Großbritannien. Die Transporte jüdischer Kinder im Alter von vier Monaten bis 16 Jahren wurden von einem Erwachsenen begleitet. Damit entgingen die Kinder der drohenden Gefahr durch die Nationalsozialisten. Der erste Kindertransport verließ mit 196 Kindern am 1. Dezember 1938 Berlin.
Um so viele Familien wie möglich zu beteiligen, wurde jeweils ein Platz von den jüdischen Gemeinden vergeben. Berthas Vater, Moses Engelhard, gelang es, für die damals 15-jährige Bertha und mit viel Überzeugungsarbeit auch für den 12-jährigen Theo einen Platz zu bekommen. Mit jeweils einem Koffer und einem Handgepäckstück brachen die beiden am 4. Januar 1939 mit dem aus Wien kommenden Zug in Richtung Aachen auf. Die Züge passierten hier nach strengen Kontrollen der SS die deutsche Grenze.
„Jede Familie versprach ihren Kindern: ‚Wir werden bald nachkommen.‘ Wie sonst hätten die Eltern ihre kleinen Kinder dazu bringen können, in die Waggons einzusteigen?“, erinnert sich Bertha Leverton.
Über Frankfurt am Main und die Niederlande kamen sie nach einer dreitägigen Reise im Parkeston Quay, dem Hafen von Harwich (England) an, wo man sie gemeinsam mit anderen Kindern, die ebenfalls keine Pflegefamilien  gefunden hatten, notdürftig im Camp Dovercourt unterbrachte. Ein britisches Ehepaar nahm die 15-Jährige gemeinsam mit ihrem Bruder dann nach zwei Monaten auf. Bertha erfüllte alle  Aufgaben im Haushalt ihrer Pflegeeltern und konnte so auch den Aufenthalt ihrer Schwester Inge ermöglichen.  Neun Monate später folgte auch sie nach Coventry und fand bei „Onkel Billy“ und „Tante Vera“, wie die drei ihre Pflegeeltern auf deren Wunsch nannten, eine Unterkunft. Sie wohnten anfangs in Coventry, zogen aber wegen der deutschen Luftangriffe 1940 nach Yorkshire um.
Mit den Eltern hielten die Geschwister anfangs über Briefe, nach Kriegsausbruch über Telegramme durch das Rote Kreuz Kontakt. Zwar kam 1942 kein Lebenszeichen der Eltern mehr, doch wussten sie bereits, dass ihnen die Flucht ins Ausland gelungen war. Berthas Leben bei der Pflegefamilie war geprägt durch die harte Arbeit im Haushalt und in der Baumwollspinnerei in Yorkshire. Der Arbeitslohn wurde anfangs anteilig, später jedoch komplett von den Pflegeeltern einbehalten, obwohl diese, wenn auch geringfügig, für die Aufnahme der Kinder vom jüdischen Flüchtlingskomitee entschädigt wurden. Der Schulbesuch war unter diesen Bedingungen für Bertha nicht möglich. Bücher gab es in dem Haushalt nicht und das Radio durfte sie nur in seltenen Fällen nach Erfüllung aller „Pflichten“ anschalten. Während die Kinder in Coventry noch Kontakt zu anderen jüdischen Einrichtungen hatten und dadurch hin und wieder an Zeremonien oder am jüdischen Religionsalltag teilnehmen konnten, war der Besuch eines Rabbiners in Yorkshire nur zweimal im Jahr möglich.
1943 ermöglichte die britische Gesetzgebung nahen Verwandten von Flüchtlingskindern unter 15 Jahren aus neutralen Ländern die Einreise nach England. Inge, zum damaligen Zeitpunkt 13 Jahre alt, erfüllte diese Voraussetzungen, so dass die Eltern einreisen durften. Die Eheleute Engelhard befanden sich da bereits in Portugal und setzten Weihnachten 1943 nach England über, wo sie im Januar 1944 ihre Kinder endlich wieder in die Arme nahmen. Die wiedervereinte Familie zog zu Verwandten nach Birmingham. Theo absolvierte eine Ausbildung und fand eine Anstellung in einer Londoner Fabrik. Inge beendete in Birmingham die Schule und zog dann nach London.

### Nach Kriegsende 1945
Bertha lernte im jüdischen Ausschuss ihren späteren Ehemann kennen, der einen Lebensmittelhandel betrieb. Ihre drei Kinder wuchsen in Birmingham auf. Die älteste Tochter lebt heute in London, die jüngste in Israel. Als der erste Ehemann verstarb, zog Bertha ebenfalls nach London. Mit Schmuckhandel verdiente sie sich ihren Lebensunterhalt, bis sie ihren zweiten Ehegatten kennenlernte.

## Lebenswerk
Während ihres gesamten Lebens ließen Bertha die Erinnerungen an den Kindertransport nicht los. Als sich der 50. Jahrestag ihres Aufenthalts in England näherte, hinterfragte Bertha Leverton immer häufiger, was mit den anderen „Kindern des Kindertransports“ geschehen war. Später gründete und organisierte Bertha Leverton den Verein „ROK“ (Reunion of Kindertransport), welcher zu den ehemaligen „KINDERN“ und Überlebenden Kontakt aufnahm. 1989 fand daraufhin das erste Treffen der „KINDER“ in London statt. Fünf Jahre danach organisierten die Schwestern Bertha Leverton und Inge Sadan eine siebentägige Reunion in Jerusalem (Israel), wo die Überlebenden ihre traumatische Lebensgeschichte bearbeiten und sich nach Jahren der Verdrängung dieser Erlebnisse wieder mitteilen konnten. Diese Arbeit führen heute Organisationen wie die Association of Jewish Refugees (AJR) oder The Kindertransport Association (KTA) weiter. Am 23. November 2008 organisierte AJR eine weitere Reunion in London. Prinz Charles bedankte sich dabei bei den „Kindern“ für ihr Engagement für die  britische Gesellschaft.
Bertha Leverton dokumentierte in ihrem Buch „I came alone“ 1990 die Schicksale einzelner Kinder. Diese Dokumente waren im Jahr 2000 u. a. Grundlage für den Film  Kindertransport – In eine fremde Welt, der 2001 mit dem Oscar prämiert wurde.
Bis an ihr Lebensende fand sich Bertha Leverton zweimal wöchentlich in dem Büro ein, das ihr die AJR zur Verfügung stellte. Hier entsteht alle zwei bis drei Monate ein Newsletter zur aktuellen Arbeit der „KINDER“, wie sie sich auch heute noch nennen. Dies ist ein wichtiger, weltweiter Kontakt der Überlebenden u. a. in Großbritannien, Israel, den USA und Deutschland.
Zudem war sie zusammen mit Hermann Hirschberger häufig in England und Deutschland an Schulen und anderen Einrichtungen unterwegs, um die Geschichte des Kindertransports einfühlsam und nacherlebbar zu schildern.

## Auszeichnungen
Ehrung mit dem Bundesverdienstkreuz am Bande – Bundesrepublik Deutschland 1989
Bundesinnenminister a. D., Otto Schily, verlieh am 23. Mai 2005 den vom „Bündnis für Demokratie und Toleranz - gegen Extremismus und Gewalt“ alljährlich ausgelobten Preis an Bertha Leverton als „Botschafterin für Toleranz“ für ihre Arbeit mit und für die „Kinder der Kindertransporte“.
Königin Elisabeth II. verlieh im November 2005 Bertha Leverton in London den Titel „Member of the Order of the British Empire (M.B.E.)“ für die Gründung des ROK und ihren Einsatz für das jüdische Volk.
Das Buch und der Film wurden ebenfalls mehrfach ausgezeichnet.